# Fornsvensk bibliografi
Fornsvensk bibliografi är en datorbaserad specialbibliografi över texter på fornsvenska i handskrifter och utgåvor och sekundärlitteratur/litterära hjälpmedel till de fornsvenska texterna. Fornsvensk bibliografi syftar till att vara ett hjälpmedel för forskning och studier med olika inriktning, och utgångspunkten är ett material – de fornsvenska texterna – snarare än någon enskild akademisk disciplin. Den innehåller ca 19 000 titlar (2017).
Det som skiljer Fornsvensk bibliografi på nätet från vanliga bibliotekskataloger är att den, förutom de vanliga sökmöjligheterna, medger sökning på enskilda handskrifters signum, till exempel "B 52" (bland annat Upplandslagen) och sökning på medeltida "verktitlar", till exempel "Upplandslagen", "Erikskrönikan". Det är också möjligt att göra avancerade ämnessökningar med hjälp av ett ämnesträd, till exempel lagar, rätter och stadgar > gårdsrätter vilket ger 41 träffar (maj 2017).
Fornsvensk bibliografi på nätet är en bearbetning av och fortsättning på den tryckta fornsvenska bibliografi som sammanställdes av Robert Geete och Isak Collijn för tiden fram till 1944 och som utgavs av Svenska fornskriftsällskapet. Fornsvensk bibliografi på nätet sträcker sig fram till och med 2017. Arbetet har bedrivits som ett projekt vid Institutionen för nordiska språk vid Stockholms universitet. Projektet finansierades av Riksbankens jubileumsfond (2009, 2012) och Institutionen för nordiska språk vid Stockholms universitet. Från och med april 2013 förvaltas bibliografin av Svenskt Diplomatarium vid Riksarkivet (Sverige) med medel från Vitterhetsakademien.